# Anil de Silva
Anil de Silva, né en 1909 à Kandy, morte en 1996, également connue sous le nom d'Anil (Marcia) de Silva-Vigier, est une journaliste, militante politique, autrice, critique d'art et historienne de l'art sri-lankaise. 
Elle travaille pour Marg, une revue trimestrielle indienne sur l'art traditionnel et moderne, et est co-rédactrice en chef du magazine pour enfants Toycart.
Anil de Silva est la fondatrice de l'Indian People's Theatre Association, est associée au parti communiste indien et est considérée comme l'avant-garde de Bombay. Elle lance en 1958 une expédition en Chine pour y étudier les peintures rupestres. 
Elle découvre l'art asiatique à Paris, s'y découvre un fort intérêt pour l'art associé au bouddhisme et organise une expédition en Chine. Elle publie plusieurs livres sur l'art et l'histoire, dont les plus importants sont : The Life of the Buddha Through Painting and Sculpture (La vie du Bouddha à travers la peinture et la sculpture, 1955), The Art of Chinese Landscape Painting: In the Caves of Tun-huang (L'art de la peinture paysagère chinoise : dans les grottes de Tun-huang, édition originale en 1964, traduite en anglais en 1967), et This Moste Highe Prince : Jean de Gand, 1340-1399 (Ce Prince très élevé : Jean de Gand, 1340-1399). Elle coédite également une série sur « L'homme à travers son art » pour l'Unesco.

## Biographie

### Jeunesse, famille
Anil de Silva naît en 1909 à Kandy au Sri Lanka. Sa filiation était métisse. Son père, George E. de Silva, est un bouddhiste cinghalais qui devient une personnalité politique, président du Congrès national de Ceylan, ministre de la Santé. Sa mère, Agnes Nell de Silva, est une chrétienne d'un milieu aisé qui fait activement campagne pour le droit de vote des femmes au Sri Lanka et réussit à l'obtenir en 1931, avec la promulgation de la Constitution qui étend le suffrage à toutes les femmes de plus de 21 ans. Sa sœur cadette Minnette de Silva est la première femme architecte connue au Sri Lanka.
Après son mariage avec Robert Nichol-Cadell, elle habite en Angleterre de 1933 à 1938. Mais ce mariage ne dure pas et elle revient en Asie, d'abord à Bangalore puis à Bombay, où elle rejoint sa sœur Minnette qui poursuit des études d'architecture à la Bombay School of Architecture, où elle est la première étudiante.

### Journaliste
À Bombay, Anil de Silva est l'une des fondatrices de l'Indian People's Theatre Association. Dans la même ville, son ami Mulk Raj Anand, écrivain et membre du Mouvement des écrivains progressistes, historien d'art et membre du Parti communiste indien, lui propose le poste de rédacteur adjoint de son journal, Marg, qui couvre les arts traditionnels et l'art et l'architecture modernes. Elle est ainsi la rédactrice adjointe de Marg de 1946 à 1948. En janvier 1947, Marg publie une édition exclusive couvrant le patrimoine du Sri Lanka, ses arts, sa culture et sa vie. Par l'intermédiaire de ce périodique Marg, Anil de Silva s'associe à la promotion de l'art moderne, et elle organise de nombreuses expositions artistiques, l'une de ces expositions étant celle de George Keyt en Inde. Avec Pupul Jayakar, elle coédite le magazine pour enfants Toycart.

### Communisme
Dans les années 1940, elle s'associe au Parti communiste indien et est considérée comme faisant partie de l'avant-garde de Bombay. Elle est l'une des « principales idéologues et organisatrices » du mouvement communiste à Bombay. Elle écrit en 1945 et publie le livre intitulé Les femmes chinoises et la liberté (Kutub Publishers, 1945). Elle participe aussi à la traduction en anglais du Recueil d'histoires de Ding Ling.

### L'art asiatique
Anil de Silva quitte en 1949 son emploi à Bombay et part s'installer à Paris, où elle épouse un Français. Elle étudie l'histoire de l'art à l'École du Louvre, à Paris, étant la première asiatique à le faire. En étudiant les œuvres arts exposées dans les musées parisiens, notamment au musée Guimet, elle apprend à apprécier le patrimoine artistique asiatique. Cela l'inspire pour écrire et publier en 1955 La vie du Bouddha racontée à partir de sources anciennes, un livre qui incorpore des illustrations de 160 œuvres d'art provenant de diverses régions d'Asie. En 1956, elle présente sur la BBC une émission télévisée intitulée « Asian Club ».
En 1958, Anil de Silva planifie une expédition entièrement féminine en Chine, qui à l'époque n'autorise pas les visiteurs occidentaux, pour étudier les peintures rupestres de Dunhuang (Tun-huang) et de Maijishan (Maichisan) dans la province du Gansu.
Son équipe est composée de l'historienne Romila Thapar comme assistante de recherche, de la photographe française Dominique Darbois, et l'interprète et traductrice chinoise Mingo Wong. Leur équipe étudie 469 grottes. Les deux livres qu'elles élaborent, basés sur leurs recherches, se concentrent sur l'héritage bouddhiste de la Chine à une époque où l'impérialisme britannique et le christianisme prévalent dans le pays. La visite d'Anil de Silva en Chine est facilitée par l'intervention de son ami S. K. Panikkar, un historien du Kerala qui était ambassadeur de l'Inde à Paris et qui est un ami de Zhou Enlai, alors le Premier ministre chinois.
L'Unesco charge Anil de Silva de coéditer une collection d'ouvrages sur L'homme à travers son art.

### Retraite
Dans les années 1960, Anil de Silva emménage définitivement dans son cottage à Cambridge, en Angleterre. Pendant sa retraite, à 83 ans, elle écrit et publie le livre This Moste Highe Prince: John of Gaunt, 1340-1399 (Ce Prince très élevé : Jean de Gand, 1340-1399), lié au fils d'Édouard III, père du roi d'Angleterre Henri IV. À 85 ans, elle écrit un livre sur Christine de Pizan, une autrice du XVe siècle. Elle meurt en novembre 1996, à l'âge de 87 ans,.

## Publications
Anil de Silva a publié de nombreux articles dans Marg ainsi que de nombreux livres sur le patrimoine artistique lié à l'art bouddhiste. L'un de ses livres les plus connus est Peinture de paysage chinois dans les grottes de Tunhuang (1964). Elle écrit aussi un petit chapitre basé sur son expérience d'expédition en Chine dans le livre The Cave Temples of Maichisan: An account of the 1958 expédition to Maichisan (1969).